# Émilien Allard
Pour les articles homonymes, voir Allard.
Émilien Allard, né le 12 juin 1915 à Montréal et mort le 18 novembre 1976 à Ottawa, est un carillonneur, pianiste, clarinettiste, organiste, chef d'orchestre et compositeur de musique québécois. Il a composé plus de 50 œuvres pour carillon et a fait plus de 700 transcriptions de musique pour carillon, dont bon nombre sont toujours jouées en Europe et en Amérique du Nord. Plusieurs de ses manuscrits originaux et documents font partie de la collection de Bibliothèque et Archives nationales du Québec.

## Biographie
Émilien Allard reçut une formation musicale initiale avec Antonio Thompson et le Père Joseph-Gers Turcotte au séminaire de Trois-Rivières où il a étudié le piano et la théorie musicale.
Il fut ensuite clarinettiste dans l'orchestre de la ville de Grand-Mèreau Québec, puis devint le chef d'orchestre de cet ensemble musical. Il a également joué de l'orgue dans quelques églises de cette même ville.
Émilien Allard a obtenu un diplôme de musique à l'Université Laval, il entra ensuite au Conservatoire national de Montréal où il a obtenu un diplôme de licence. Au conservatoire, il fut l'élève d'Eugène Lapierre en orgue et en harmonie.
Durant la Seconde Guerre mondiale, il fut clarinettiste dans l'harmonie militaire de Aviation royale du Canada. En 1946, il intégra l'école royale de carillonneurs de Belgique où il obtint un diplôme de carillonneur en 1948. Il étudia la composition musicale avec le compositeur belge Jef van Hoof.
Il poursuivit ses études musicales au Conservatoire de Paris de 1948 à 1949 avec les professeurs Eugène Bigot (chef d'orchestre), Maurice Duruflé (orchestration) et Olivier Messiaen (esthétique).
En 1949, Émilien Allard revient au Québec. Il obtint un poste de carillonneur à l'Oratoire Saint-Joseph à Montréal en 1955, un poste qu'il conserva pendant deux décennies jusqu'en 1975. Il a donné des tournées de concerts en Amérique du Nord entre 1959 et 1976.
En 1958, il a remporté le Prix international des carillonneurs lors de l'Exposition Universelle de Bruxelles.
En 1975, il quitta l'oratoire Saint-Joseph pour devenir le carillonneur à la Tour de la Paix à Ottawa. Il y resta jusqu'à sa mort en novembre 1976.
Le fonds d’archives Émilien Allard est conservé au centre d’archives de Montréal de Bibliothèque et Archives nationales du Québec.